# Malaconotus lagdeni
Malaconotus lagdeni là một loài chim trong họ Malaconotidae.